# Aleksandr Ławiejkin
Aleksandr Iwanowicz Ławiejkin (ros. Алекса́ндр Ива́нович Лаве́йкин, ur. 21 kwietnia 1951 w Moskwie) – radziecki kosmonauta, Bohater Związku Radzieckiego (1987).

## Życiorys
Jest synem radzieckiego pilota wojskowego Iwana Ławiejkina. W 1974 ukończył Moskiewską Wyższą Szkołę Techniczną im. N.E. Baumana, pracował w biurze konstruktorskim i zajmował się techniką kosmiczną. W roku 1978 został włączony do grupy kosmonautów. 6 lutego 1987 wraz z Jurijem Romanienką wystartował w kosmos, do stacji kosmicznej Mir, z której powrócił 30 lipca 1987. Spędził w kosmosie 174 dni, 3 godziny, 25 minut i 56 sekund. Uchwałą Prezydium Rady Najwyższej ZSRR z 30 lipca 1987 został uhonorowany Złotą Gwiazdą Bohatera Związku Radzieckiego i Orderem Lenina. Odznaczony syryjską Odznaką Bohatera Republiki.
28 marca 1994 przeszedł na emeryturę.
Stowarzyszenie Uczestników Lotów Kosmicznych (Association of Space Explorers) przyznało mu Universal Astronaut Insignia za lot orbitalny (nr 200).